# Confédération mondiale des activités subaquatiques

CMAS utbildningsstege som den implementeras i Storbritannien.

Conféderation Mondiale des Activités Subaquatiques, förkortat CMAS (engelska World Confederation of Underwater Activities /WUF), är ett internationellt sportdykarförbund som står för gemensamma värderingar inom utbildning och säkerhet. CMAS grundades 1959 av femton länders sportdykarintresserade organisationer. Motivet var att säkerställa en kvalitativt god sportdykarutbildning med gemensamma minimistandarder. Det garanterade att den enskilda sportdykaren visste vad övriga dykande i gruppen hade för bakgrund och säkerhetsansvar varhelst i världen de befanns sig. I dag har CMAS medlemsförbund från 98 länder över hela världen. SSDF, Svenska Sportdykarförbundet, är Sveriges nationella förbund.

## Historia
Den 28 september 1958 samlades representanter för 11 nationella dykningsförbund (Belgien, Brasilien, Frankrike, Grekland, Italien, dåvarande Jugoslavien, Monaco, Portugal, Schweiz, USA och dåvarande Västtyskland) i en kongress i Bryssel. Kongressen beslutade att skapa ett gemensamt förbund.
Den 9-11 januari 1959 hölls en kongress i Monaco där CMAS grundades officiellt. CMAS ersatte och övertog då Sportfiskeförbundets Confédération Internationale de la Pêche Sportive /CIPS tidigare Comité des Sports Sous-Marins (Undervattens sportkommitté), grundad 22 februari 1952, områden och uppgifter.
Kongressen valde Jacques-Yves Cousteau till dess första ordförande och italienske dykaren Luigi Ferraro som vice-ordförande.
CMAS ingår i Global Association of International Sports Federations /GAISF.

## Certifikat
CMAS har ett system med stjärnor för att beskriva dykares och instruktörers kvalifikationer:
Sportdykningscertifikat
- 1 stjärna - En dykare som är kompetent i säker och korrekt användning av all nödvändig sportdykningsutrustning i en skyddad träningsmiljö och som är redo att skaffa sig erfarenhet av dykning i öppet vatten, i sällskap med en erfaren dykare.
- 2 stjärnor - En dykare som har skaffat sig lite vana vid dykning i öppet vatten och som anses redo att delta i dyk tillsammans med en partner på samma eller högre nivå.
- 3 stjärnor - En fullt utbildad, erfaren och ansvarstagande dykare som anses kompetent att leda andra dykare på olika nivåer under dyk i öppet vatten.
- 4 stjärnor - En trestjärnig dykare som har uppnått kunskap och förmåga som är högre än genomsnittet, samt har en bred erfarenhet. Vederbörande är kompetent i användning av dykare och dykning som metod för att slutföra större uppgifter och projekt.